# Janet (álbum)
Janet (estilizado janet.) es el quinto álbum de estudio publicado por la cantante estadounidense Janet Jackson, lanzado el 4 de mayo de 1993, bajo el sello discográfico de Virgin Records. Jackson coescribió y coprodujo todas las canciones con sus colaboradores de siempre, Jimmy Jam y Terry Lewis, así también con Jellybean Johnson. Este álbum fue el primero que Janet publicó con su nueva compañía discográfica Virgin Records, después de dejar A&M Records cuando los ejecutivos de Virgin le ofrecieron un contrato multimillonario. El título, "Janet, period." (en español: janet y punto) se considera una declaración de independencia de la familia de la cantante, especialmente del apellido Jackson. Fue el primer álbum en que Jackson optó por expresar su sexualidad, que si bien ella había se había mostrado a favor de la abstinencia en el sencillo "Let's Wait Awhile" en 1986, ahora exploraba libre y abiertamente temas sexuales.
Aunque fue considerado menos innovador que sus dos trabajos anteriores Rhythm Nation 1814 y Control, la crítica era generalmente positiva. Janet debutó en el número uno en Estados Unidos en la lista Billboard 200, convirtiéndose en el tercer álbum consecutivo de la cantante que alcanzaba la cima de dicha lista. El álbum produjo seis sencillos que entraron a las diez primeras posiciones en la lista Hot 100 de Estados Unidos. El primer sencillo, "That's the way love goes" ganó el Grammy a la "Mejor canción de R&b" y la balada "Again" apareció en la banda sonora de la primera película de Jackson, titulada Poetic Justice, ganando el Globo de oro y obteniendo una nominación a los premios Oscar en la categoría Mejor canción original. El álbum ha vendido un aproximado de 14 millones de copias en el mundo.

## Historia

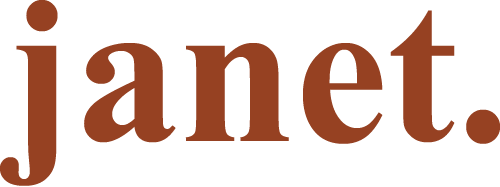
Logotipo del álbum

El tercer álbum de Janet Rhythm Nation 1814 fue una producción musical innovadora en el desarrollo del Rhythm and blues y la gira realizada para promocionar el álbum fue la más exitosa gira debut de cualquier artista. Sin embargo los arreglos y la producción eran dirigidos mayoritariamente por Jimmy Jam y Terry Lewis, y el estilo era similar al del álbum Control, por lo que la participación de la cantante en la producción de su música era escasa. 

Me inicié con Control...pero no fue fácil. Yo vengo de una familia educada, y entonces conocí a éstos chicos Jimmy Jam y Terry Lewis en Minneapolis, ellos se comenzaron a insultar y a maldecir uno al otro como locos. Eso me hizo sentir tan incomoda, yo quería ir a casa; hasta que vi que no significaba ofensa o daño alguno... yo era tan pequeña y estaba tan desconcertada. Yo sabía que quería el control, siempre pensé en el control creativo; hasta que por fin lo conseguí: dar más de mi misma en un ambiente creativo en el cual era difícil participar , incluso peligroso, era algo que nunca había conocido
 Janet JacksonRolling Stone

A raíz del éxito comercial y crítico obtenido por Rhythm Nation 1814, Janet decide reinventar su imagen una vez más. El cuarto contrato entre Janet y A & M Records había expirado, por lo que la artista decide firmar con Virgin, compañía que le ofrecía un multimillonario contrato, estimado entre $32 y 50 millones de dólares, convirtiéndose en el contrato más caro pagado a una artista mujer en la música contemporánea. El acuerdo fue firmado entre la cantante y el propietario de Virgin Records, Richard Branson. Su nuevo contrato garantizaba un 20% de pago de regalías, además de una entonces histórica firma de bonificación.
Con un nuevo sello de grabación y un nuevo álbum, Janet hizo un esfuerzo para tener un mayor control creativo. La oradora consideró que era crucial que Janet participara en la escritura de todas las canciones y en la composición de todos los arreglos. Siguiendo en este plano, Janet expresó su deseo de cambiar la percepción de su música, inclinándose más hacia los temas sexuales. El contenido del álbum fue el que le dio a Janet su imagen de persona sexual.

El sexo no es sólo fuego y calor, es belleza natural. Hacerlo es algo natural, es dar y recibir lo que tu necesitas. En la era del sida sin duda requiere de responsabilidad, en un nivel psicológico; sin embargo el buen sexo, el sexo satisfactorio está vinculado con la pérdida de uno mismo, liberado a través del cuerpo. Bueno, y yo por primera vez me siento libre, me encanta sentirme profundamente sexual y no me importa que el mundo lo sepa. Para mi, el sexo se ha convertido en una celebración, un alegre proceso creativo.
Janet JacksonRolling Stone

Virgin Records describió al álbum cómo "una declaración de fuerza de la cantante, mostrándose además cómo compositora y productora" además agregó que en esta colección de canciones, Janet explora el amor, la sensualidad, el poder de la hermandad y la evolución de su identidad propia.
Janet declaró en una entrevista con la periodista Edna Gundersen de USA Today:

La gente creo que estoy hasta acá sólo por mi apellido... es por eso que le acabo de poner a mi álbum sólo janet. y porque nunca he pedido a mis hermanos que escriban o produzcan música para mi
Janet JacksonUSA Today 

Sal Cinquemani de la revista Slant dijo que la cantante se escuchaba totalmente independiente de su familia dominada por hombres"

### Lanzamiento y promoción
En septiembre de 1993, Jackson apareció en topless en la portada de la revista Rolling Stone, con las manos de su entonces marido René Elizondo Jr, tapando sus senos. La fotografía es similar a la usada en la portada del álbum janet., que fue tomada por el fotógrafo Patrick Demarchelier. En el artículo anunciado en la portada, titulado "Sexual Healing", editado por David Ritz; Jackson dijo lo siguiente: 

El sexo ha sido una parte importante de mi durante varios años, pero no había florecido públicamente hasta ahora. He tenido que dejar de lado un poco de mis viejas actitudes para sentirme totalmente a gusto con mi cuerpo. Al escuchar mi nuevo disco, la gente intuitivamente entiende el cambio en mi...

El editor de Rolling Stone, David Ritz comparó la transformación de Jackson con la del cantante Marvin Gaye, diciendo lo siguiente:

Cómo Marvin Gaye pasó desde What's Going On a Let's Get It On, a sí mismo Janet pasa tan seriamente como Marvin, desde Rhythm Nation a janet.; en su declaración de liberación sexual.

La fotografía que se usó en la portada del álbum, sólo muestra la cara de la artista. La versión completa de la foto, aparece en la edición limitada de disco doble y en la edición de vídeo del álbum janet., ambos se lanzaron más tarde en el mismo año (1993).
Sonia Murray de The Vancouver Sun, dijo más tarde que "Jackson a los 27 años, claramente se establece cómo modelo y símbolo sexual y que su foto en la revista Rolling Stone se ha convertido en una de las más reconocibles portadas de la revista..."

### Sencillos
"That's the Way Love Goes" fue el sencillo de apertura del álbum. Debutó en el número catorce en la lista de sencillos Hot 100 de Estados Unidos y alcanzó cómo máximo el número uno en dicha lista y fue certificado de platino por la RIAA el 12 de noviembre de 1993. Los ejecutivos de Virgin Records querían que "If" sea el sencillo de apertura, pero Jackson y los productores Jam y Lewis discrepaban de ésta opinión. "That's the Way Love Goes" se mantuvo durante ocho semanas en el número uno en la lista Hot 100, convirtiéndose en el sencillo más exitoso de cualquier miembro de la familia Jackson. La canción ganó un premio Grammy en la categoría "Mejor canción de R&B" en 1994. 
El segundo sencillo publicado del álbum fue "If", que llegó a un máximo del número cuatro en la lista de sencillos Hot 100 y fue certificado de oro el 28 de septiembre de 1993.
El tercer sencillo, la balada "Again" llegó al número de la lista Hot 100 el 11 de diciembre de 1993 y encabezó la lista durante dos semanas. El sencillo fue certificado de platino el 17 de diciembre de 1993. Otro logro de esta canción es que ganó una nominación al Oscar en la categoría "Mejor canción original".
"Because Of Love", el cuarto sencillo, a pesar de llegar al número diez en la lista Hot 100, no repitió el éxito comercial de sus antecesores y no obtuvo ninguna certificación por parte de la RIAA.
El quinto sencillo "Any Time, Any Place" salió a la venta en mayo de 1994 y alcanzó cómo máximo el número dos en la lista Hot 100. El sencillo fue certificado de oro el 11 de julio de 1994.
"You Want This" fue el último sencillo publicado comercialmente en Estados Unidos, llegando a un máximo del número ocho en la lista Hot 100 y obteniendo una certificación de oro el 6 de diciembre de 1994.
El disco trae una pista oculta, llamada "Whoops Now" que se lanzó como sencillo en algunos países en 1995.

### Videografía
El vídeo musical de la canción "If", está basado en un club nocturno de un Asia futurista, con cámaras de vigilancias preparadas para espiar la interacción íntima de los usuarios dentro de las habitaciones privadas. El vídeo está elaborado metafóricamente para dar a entender el mensaje de fantasías sexuales, el deseo y el voyeurismo. El vídeo de "If" fue dirigido por Dominic Sena, con el que Jackson ya había trabajado anteriormente en la filmación de algunos vídeos de las canciones del álbum Rhythm Nation 1814. El exmarido de Jackson, René Elizondo Jr dirigió los vídeos de "That's The Way Love Goes" y "Again". Los vídeos de "Any Time, Any Place" y "You Want This" fueron dirigidos por Keir McFarlane.

### janet. Tour
Jackson se embarcó en su segunda gira de conciertos con el objetivo de apoyar al álbum janet. El vestuario, el maquillaje y los peinados fueron diseñados por la estilista y diseñadora Tanya Gill. En total se hicieron más de cien trajes para el espectáculo. La gira comenzó el 24 de noviembre de 1993, dando Jackson su primer concierto en Cincinnati. Jackson dio cuatro conciertos en Nueva York en el Madison Square Garden, coincidiendo uno de ellos con la víspera de año nuevo.

## Contenido musical
"That's The Way Love Goes" contiene un sample (muestra) de la canción "Papa No tome No Mess", escrita por James Brown, Fred Wesley, Charles Bobbit, y John Starks. La canción "Again" originalmente era solo una producción experimental y los compositores consideraban la posibilidad de que Janet la interpretara a dúo con algún artista. Si bien Janet encontró atractiva la melodía, el trío de productores no contemplaba la canción en el álbum, hasta que los productores de la película Poetic Justice solicitaron la balada para que formara parte de la banda sonora. Posteriormente, la cantante escribió la letra de "Again" en torno a la melodía.
'janet. presenta eclecticismo en su producción. El álbum incorpora R&B ("That's the Way Love Goes", "Where Are You Now", "The Body That Loves You", "Any Time, Any Place"), new jack swing ("You Want This", "Because of Love"), rock ("If", "What'll I Do"), opera ("This Time"), house ("Throb"), jazz ("Funky Big Band"), hip hop ("New Agenda"), y pop ("Again", "Whoops Now").

## Recepción

### Crítica
Robert Johnson, un crítico del diario San Antonio Express-News; elogió a Janet y a sus productores por el nuevo sonido que habían creado. Johnson dijo que el álbum oscila entre el tema sensual en las canciones "That's the Way Love Goes" y "The Body That Loves You"; y el tema francamente erótico en "Throb". El además comentó que Janet no es perfecta, pero si lo suficiente para ser la "reina del pop".
La revista Rolling Stone describió la elección de Jackson, cómo una demanda de dignidad hacia su pareja para la exploración de su sexualidad, y que era una "victoria" cómo Jackson lograba evadir reductivamente su sexualidad, exigiendo amor y respeto tanto de su compañero, cómo de ella misma.
Además agregó que musicalmente janet. se considera plenamente diversificado a pesar de su falta de producción innovadora.

## Posicionamiento en listas
| Lista (1993–1995)                         | Posición más alta |
| ----------------------------------------- | ----------------- |
| Australia (ARIA)                          | 1                 |
| Austria (Ö3 Austria)                      | 7                 |
| Bélgica (Ultratop)                        | 6                 |
| Países Bajos (Album Top 100)              | 4                 |
| European Albums (Top 100)                 | 3                 |
| Finlandia (Suomen virallinen albumilista) | 7                 |
| Francia (SNEP)                            | 16                |
| Alemania (Media Control Charts)           | 5                 |
| Hungría (MAHASZ)                          | 7                 |
| Italia (FIMI)                             | 11                |
| Japón (Oricon)                            | 5                 |
| Nueva Zelanda (Recorded Music NZ)         | 1                 |
| Noruega (VG-lista)                        | 11                |
| Escocia (Scottish Albums Chart)           | 44                |
| Suecia (Sverigetopplistan)                | 5                 |
| Suiza (Schweizer Hitparade)               | 10                |
| Reino Unido (UK Albums Chart)             | 1                 |
| Reino Unido (UK R&B Albums)               | 3                 |
| Estados Unidos (Billboard 200)            | 1                 |
| Estados Unidos (Top R&B/Hip-Hop Albums)   | 1                 |

## Lista de pistas

### CD
1. "Morning" – 0:31
2. "That's the way love goes" (Janet Jackson, James Harris III, Terry Lewis) – 4:25
  - Samples (muestras): "Papa Don't Take No Mess" de James Brown, escrita por James Brown, Fred Wesley, Charles Bobbit, y John Starks.
3. "You Know..." – 0:12
4. "You Want This" (Jackson, Harris, Lewis) – 5:05
  - Samples (Muestras): "Love Child" de Diana Ross & the Supremes, escrita por R. Dean Taylor, Frank Wilson, Pam Sawyer, y Deke Richards; y Kool & "Jungle Boogie" de the Gang, escrita por Ronald Bell y Kool & the Gang.
5. "Be a Good Boy..." – 0:07
6. "If" (Jackson, Harris, Lewis) – 4:31
  - Samples (muestras): "Someday We'll Be Together" de Diana Ross & the Supremes, escrita por Johnny Bristol, Harvey Fuqua, y Jackey Beavers.
7. "Back" – 0:04
8. "This Time"  (con la soprano Kathleen Battle) (Jackson, Harris, Lewis) – 6:58
9. "Go on Miss Janet" – 0:05
10. "Throb" (Jackson, Harris, Lewis) – 4:35
11. "What'll I Do" (Jackson, Steve Cropper, Joe Shamwell) – 4:05
12. "The Lounge" – 0:15
13. "Funky Big Band" (Jackson, Harris, Lewis) – 6:08
  - Samples (muestras): "I'm in the Mood for Swing" de Lionel Hampton, escrita por Benny Carter y Spencer Williams.
14. "Racism" – 0:08
15. "New Agenda" (con el rapero Chuck D)  (Jackson, Harris, Lewis) – 4:00
  - Samples (muestras): "School Boy Crush" de The Average White Band, escrita por The Average White Band, Steve Ferrone, Alan Gorrie, y Hamish Stuart; Kool & Kool It (Here Comes the Fuzz)" de the Gang escrita por Kool & "Superwoman (Where Were You When I Needed You)" de the Gang and Gene Redd; escrita e interpretada por Stevie Wonder.
16. "Love Pt. 2" – 0:11
17. "Because of Love" (Jackson, Harris, Lewis) – 4:20
18. "Wind" – 0:11
19. "Again" (Jackson, Harris, Lewis) – 3:47
20. "Another Lover" – 0:11
21. "Where Are You Now" (Jackson, Harris, Lewis) – 5:47
22. "Hold on Baby" – 0:10
23. "The Body That Loves You"  (Jackson, Harris, Lewis) – 5:33
24. "Rain" – 0:18
25. "Any Time, Any Place" (Jackson, Harris, Lewis) – 7:08
26. "Are You Still Up" – 1:36
27. "Sweet Dreams"/"Whoops Now" (Jackson) – 5:33